# TV-huset (bok)
TV-huset är en roman skriven av Sofia Karlsson och utgiven 2007. Handlar om två unga tjejer från Gävle som av en slump blir erbjudna att vara programledare för Let's Dance i TV 4. Boken fick mycket uppmärksamhet i media när den släpptes eftersom flera svenska kändisar, bland annat Agneta Sjödin och Peter Settman, omnämns med sina riktiga namn.